# لیک کومو (پنسیلوانیا)
لیک کومو (به انگلیسی: Lake Como) یک منطقهٔ مسکونی در ایالات متحده آمریکا است که در شهرستان وین، پنسیلوانیا واقع شده‌است. لیک کومو ۴۶۳ متر بالاتر از سطح دریا واقع شده‌است.